# Emma Kari

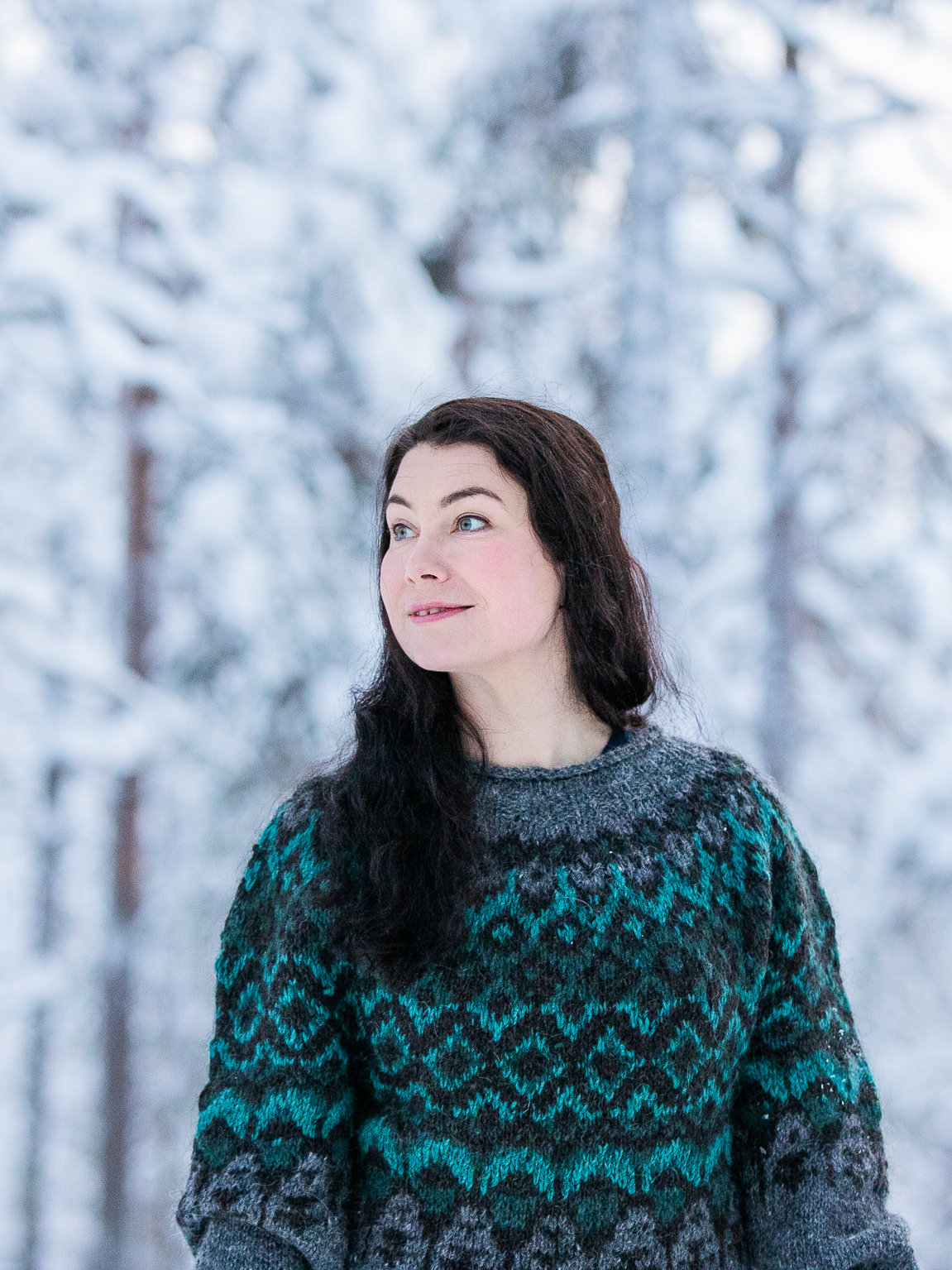
Emma Kari (2022)

Emma Karoliina Kari (* 15. Mai 1983 in Espoo) ist eine finnische Politikerin des Grünen Bundes. Sie war von November 2021 bis Juni 2022 Umweltministerin ihres Landes.

## Leben
Kari ist in Espoo aufgewachsen und hat ein Studium der Umweltwissenschaften an der Universität Helsinki 2018 mit einem Master of Arts abgeschlossen. Sie ist mit dem Politiker Tapio Laakso verheiratet und Mutter von drei Kindern.